# Mandarin (Marvel)
De Mandarin is een fictieve superschurk uit de strips van Marvel Comics, en de aartsvijand van Iron Man. Hij verscheen voor het eerst in Tales of Suspense #50 (februari 1964), waarin hij werd bedacht door Stan Lee en Don Heck.

## Biografie

### Oorsprong
De Mandarins vader was een van de rijkste mensen die beweerde een directe afstammeling te zijn van Genghis Khan. Zijn moeder was een Engelse vrouw. Beide stierven kort na de geboorte van hun zoon, waarna Mandarin door zijn tante werd opgevoed. Zij haatte de wereld, mede doordat ze door haar pasgeboren neefje haar erfdeel misliep, en voedde Mandarin op met deze zelfde haat. Al op jonge leeftijd bleek hij aanleg te hebben voor scheikunde en wetenschap, en gebruikte het fortuin dat hij had geërfd om in China en in het buitenland te studeren. Als volwassene kreeg hij een hoge positie bij de overheid, en werd in heel China bewonderd om zijn administratieve genie. Hij werd in dusdanige mate geïdentificeerd met overheid en macht dat hij alom bekend was als "de Mandarin" (Mandarijnen waren toen de Chinese edellieden en bewindvoerders).
Echter, na de communistische revolutie verloor Mandarin zijn positie en rijkdommen. In een poging alles terug te winnen waagde hij zich in de “Vallei der Geesten”, waar al eeuwenlang niemand heen durfde te gaan. Hier vond hij het lichaam en schip van Axonn-Karr, een intelligent draakachtig wezen van de planeet Maklu-4. Hij vond in het schip tien ringen die blijkbaar de krachtbron van het schip waren, en leerde met behulp van de apparatuur van het schip al snel hoe hij deze kon gebruiken. Deze ringen, gecombineerd met zijn intelligentie, maakten hem tot een gevaarlijke tegenstander. Hij gebruikte zijn macht om een klein, maar onaantastbaar rijk te vestigen waar niemand hem kon raken, en was een doorn in het oog van de Chinese overheid.
De Mandarin zag technologie als zijn voornaamste middel om zijn doelen te bereiken. In de loop der jaren probeerde hij geregeld de wapens van verschillende naties tegen hen te keren. Een van die plannen betrof Amerikaanse raketten ontworpen door Tony Stark. Stark, als zijn alter-ego Iron Man, vloog naar China om uit te zoeken wat er mis was, en werd zo al snel de Mandarins voornaamste tegenstander. Driemaal tijdens hun eerste confrontaties slaagde de Mandarin erin zijn aartsvijand gevangen te nemen, maar hij wist hem nooit te doden. Aan de andere kant dwarsboomde Iron Man geregeld de plannen van zijn tegenstander, maar wist hem nooit te arresteren en op te laten sluiten. Tijdens hun vijfde ontmoeting vernietigde Iron Man Mandarins kasteel met een van zijn eigen raketten. Mandarin wist te ontsnappen met zijn teleportatiemachine.
De Mandarin vestigde zich later in de Gobiwoestijn en richtte zijn aandacht een tijdje op de Hulk in de hoop hem tot zijn dienaar te maken. Twee van zijn pogingen de Hulk in zijn macht te krijgen mislukten, inclusief de poging waarbij Mandarin samenwerkte met Sandman. De Hulk vernietigde de Mandarins woestijnbasis. Daarna zette Mandarin een tijdje een basis op in Amerika – waarbij hij onder andere, waarschijnlijk uit nijd, een Hulk-robot gebruikte – maar werd door Iron Man verdreven.

### Nieuwe lichamen
Na te zijn teruggekeerd naar China probeerde Mandarin de kracht van zijn ringen te versterken. Hij zette zijn zinnen op het Oog van Yin, een talisman gemaakt door een oude groep Chinese tovenaars. Hij gebruikte de koninklijke familie van de Inhumans om deze talisman te pakken te krijgen. Dit trok de aandacht van de inhuman Black Bolt, die de Mandarin versloeg en hem zijn ringen afnam. Verslagen keerde de Mandarin terug naar de Vallei der Geesten, waar hij in de wrakstukken van het Makluaanse schip een hoofdband vond die de technologie had om de ringen terug te vinden. Met hun kracht herstelde Mandarin zijn paleis in zijn originele staat. Samen met een andere vijand van Iron Man, de Unicorn, reisde hij naar Amerika om Iron Man te verslaan. Maar in de hitte van de strijd ontdekte Mandarin dat de hoofdband zijn bewustzijn had verwisseld met die van Unicorn, waardoor Mandarin nu vastzat in Unicorns stervende lichaam.
Hij keerde terug naar zijn kasteel, maar dat bleek te zijn overgenomen door een andere Chinese superschurk genaamd Yellow Claw. Met de onvrijwillige hulp van de Japanse mutant Sunfire slaagde hij erin zijn eigen lichaam terug te krijgen. Daarna viel hij Yellow Claw aan om zijn kasteel terug te veroveren. Toen Mandarin fataal werd verwond door een van Yellow Claws robots, gebruikte hij de hoofdband om zijn bewustzijn over te brengen op zijn tien ringen. De ringen werden na Mandarins dood gestolen door Yellow Claws handlanger Loc Do. Op het moment dat hij ze omdeed, ging Mandarins bewustzijn over op Loc Do’s lichaam, en vervolgens veranderde hij het met behulp van zijn ringen in het evenbeeld van zijn oude lichaam.

### Dragon Seed Saga
Toen Stark probeerde een tak van Stark Enterprises op te zetten in Hongkong, kwamen hij en Mandarin weer in conflict. Mandarin was inmiddels, onder het alias Zhang Tong, een financiële leider in Hongkong geworden, en had een aantal overheidsofficials en industriële leiders onder zijn controle. Op deze manier verhinderde hij al Starks pogingen om een bedrijf op te zetten. Hij had inmiddels ook een groep volgelingen genaamd de Hand (niet te verwarren met de ninja-clan de Hand) om zijn vuile werk te doen. Hij hielp Matsu’o Tsurabaya (wél van de Hand) om zijn geliefde Kwannon te redden door haar gedachten te wisselen met die van Psylocke. Hij trainde Psylocke om zijn persoonlijke huurmoordenaar genaamd Lady Mandarin te worden. Na te zijn gered door Wolverine en Jubilee, versloeg Psylocke de Mandarin, waardoor deze de Hand verliet.
Na verloop van tijd ontdekte de Mandarin dat een van zijn ringen de echte niet was. Het bleek dat een van de leden van zijn Hand de ring had verkocht aan Chen Hsu, een kleine Chinese tovenaar woonachtig in San Francisco. Na zijn ring terug te hebben genomen, stortte hij in; slechts dankzij Chen Hsu kwam hij weer tot zichzelf. Nu ontdekte hij dat hij jarenlang `incompleet´ was geweest; daar zijn geest nu (deels) in de ringen verbleef, was hij zonder de ringen zichzelf niet meer. Maar nu was de ware Mandarin teruggekeerd, en Chen Hsu deed hem een bijzonder voorstel: hij zou hem de controle bezorgen over een van de machtigste wapens ter wereld.
Weer in China hield de kleine tovenaar zijn woord door de Mandarin naar de Vallei der Draken te leiden, waar hij de gigantische draak Fin Fang Foom tot zijn dienaar maakte. De draak richtte onder zijn bevel enorme verwoestingen aan onder het Chinese leger, tot de regering een derde van China aan de Mandarin afstond. De Chinese regering riep de hulp van Iron Man in, in ruil voor een neurologische behandeling die misschien het leven van de toen stervende Tony Stark kon redden. Terwijl Fin Fang Foom en Iron Man vochten, onthulde Chen Hsu dat hij, en acht anderen, lang geleden de kapitein en bemanningsleden van het Makluaanse (of ook wel Kakaranatharaanse) schip waren geweest. Hij en de anderen veranderden zichzelf in hun oorspronkelijke gedaanten, draken net als Fin Fang Foom, en eisten de ringen terug van de Mandarin, die ze aanboden te sparen in ruil voor zijn onderwerping.
De Mandarin weigerde, razend van woede, en vocht samen met Iron Man tegen de draken. Ten slotte werden de Makluanen verslagen toen Iron Man zijn krachtbron verbond met de tien ringen. De Mandarin overleefde, maar zijn handen waren vernietigd en de ringen verloren gegaan.

### Hart van de Duisternis
In de maanden die volgden genas de Mandarin langzaam. De invloed van de ringen liet zich gelden — zijn handen groeiden terug, zij het als geklauwde, groengeschubde drakenhanden. Aangetrokken door hun psionische "roep" wist hij vervolgens zijn ringen weer op te sporen.
De Mandarin ontdekte vervolgens het “Hart van de Duisternis”, een bol van mystieke energie die hij gebruikte om de tijd in China terug te draaien. Iron Man, met zijn team Force Works en War Machine versloeg hem, maar in het gevecht ontdekte Mandarin Iron Man´s ware identiteit. Tony Stark wist met een truc de Mandarin te besmetten met een soort technologie die ongevoelig was voor het magische veld; toen de stervende Mandarin het Hart van de Duisternis aanraakte, ontplofte het. De Mandarin leek bij de ontploffing om te komen, maar in werkelijkheid veranderde het laatste beetje magie van het Hart hem in een conciërge van de Hongkongse tak van Stark Enterprises.
Uiteindelijk keerden Mandarins herinneringen terug. Hij maakte plannen om een enorm vliegend fort genaamd de "Draak des Hemels" te maken waarmee hij Rusland en daarna de wereld kon veroveren. Gedurende die tijd keerde Iron Man weer terug na blijkbaar om te zijn gekomen in het gevecht met Onslaught. Mandarin leek bij zijn laatste strijd met Iron Man om te komen toen zijn Draak des Hemels ontplofte, maar Iron Man was er niet van overtuigd dat zijn vijand echt dood was.

### Temugin
De Mandarin verdween voor lange tijd; in zijn plaats werd Iron Man geconfronteerd met Temugin (de geboortenaam van Genghis Khan), de zoon van de Mandarin, die opgevoed is in een klooster. Hij erfde tegen zijn zin de ringen en de missie de dood van zijn vader te wreken. Temugin was ongelooflijk sterk vanwege zijn controle over chi, de levenskracht van alle dingen. Hij bezat eveneens zijn vaders ringen, maar zelfs zonder deze was hij een sterke vijand van Iron Man. Hoewel hij van nature goed was (net als de Mandarin zelf, misschien, zonder zijn opvoeding was geweest) werd hij uiteindelijk door de invloed van de ringen gecorrumpeerd, en lijkt nu te zijn omgekomen onder onbekende omstandigheden.

### Tem Borjigin
Recentelijk stelde een onbekende belangengroep een onderzoek in naar de tien ringen, die ze een voor een wisten op te sporen (het is nog steeds niet bekend onder welke omstandigheden ze weer verspreid zijn geraakt). Ten slotte vond dezelfde belangengroep in een Chinees krankzinnigengesticht een oude man, die al jarenlang alleen in een cel zat, geketend, onbeweeglijk in trance, zonder te eten, zonder te drinken. Na enige overreding nam hij zijn oude naam en rol weer aan... maar omdat zijn handen waren verdwenen, liet hij de ringen, gloeiendheet verhit, in zijn lichaam implanteren.
Na een wrede wraakactie op Tony Stark, die het leven kostte aan Sal Kennedy (een van zijn oudste vrienden) en talloze SHIELD-agenten, installeerde de Mandarin, nu blijkbaar met kunsthanden, zich als het hoofd van de Prometheus-organisatie onder de naam Tem Borjigin (de familienaam van Genghis Khan).

## Krachten en vaardigheden
De Mandarin is een van de grootste genieën uit het Marvel Universum. Hij is volkomen ingewijd in de Makluaanse wetenschap, die de Aardse verre vooruit is. Hij heeft van nature geen superkrachten, maar is een meester atleet en zeer ervaren vechter. Zelfs zonder technische hulpmiddelen kan hij hout, betonblokken en zelfs zacht staal splijten met zijn handen. Als hij zichzelf met een krachtveld omgeeft, kan hij zelfs Iron Mans harnas met zijn handen beschadigen.
De belangrijkste wapens van de Mandarin zijn de 10 ringen die hij altijd draagt. De werking van deze ringen kan niet volgens Aardse wetenschap worden verklaard, maar bekend is dat als onuitputtelijke energiebron dienden van het ruimteschip van Axonn-Karr. De Mandarin ontdekte hoe hij deze ringen mentaal kon gebruiken. De 10 ringen, geordend per vinger waar hij de ring om draagt, en hun functies zijn:
- Linkerpink — "IJsstraal," waarmee hij vijanden kan bevriezen en ijsmuren kan opwerpen. Deze ring heeft een paarse diamant.
- Linkerringvinger — "Mentale Versterker," versterkt de mentale kracht van de Mandarin, waardoor hij de gedachten van anderen kan beheersen. Deze ring is bezet met een blauwe diamant
- Linkermiddelvinger — "Electro-Straal," vuurt krachtige bliksemachtige bollen af. Deze ring heeft een groene diamant.
- Linkerwijsvinger; "Vuurstraal," een vlammenwerperachtig wapen. De ring 'Vuurstraal' heeft een roze diamant.
- Linkerduim — "Wit Licht," een laserstraal. Deze ring heeft een goudkleurige diamant.
- Rechterduim — "Materie-Herschikker," hiermee kan Mandarin de atomen en moleculen van een substantie kan hervormen. Hij gebruikt dit vooral om de aggregatietoestand van voorwerpen aan te passen, zoals iets gasvormigs vloeibaar maken. Deze ring is met een paarse diamant bezet.
- Rechterwijsvinger — "Impact-straal," een straal van zwaartekracht- of kinetische energie. Deze ring is bezet met een roze diamant.
- Rechtermiddelvinger — "Vortex-straal," stelt Mandarin in staat om wind- en luchtstromen te beheersen, voornamelijk in de vorm van draaikolken, en zo te vliegen. Op deze ring zit een groene diamant.
- Rechterringvinger — "Desintegrator" die materie uiteen laat vallen; in tegenstelling tot de andere ringen moet deze na een schot 20 minuten herladen. Deze ring heeft een goudkleurige diamant.
- Rechterpink — "Zwart Licht," kan voorwerpen en plaatsen in totale duisternis hullen. Deze ring heeft een blauwe diamant.

Over de jaren heeft de Mandarin een sterke psionische link met de ringen ontwikkeld, vooral toen hij zijn bewustzijn over bracht op de ringen. Een resultaat hiervan is dat alleen de Mandarin de ringen kan commanderen. Hij kan ze zelfs bevelen als hij ze niet draagt, ook al is de ring ver van hem verwijderd. Hij kan ook mentaal “zien” wat er in de directe omgeving van een ring gebeurt. De continue blootstelling aan de ringen heeft zijn handen echter groen en geschubd gemaakt.

## Mandarin in andere media

### Marvel Cinematic Universe
Sinds 2021 verschijnt de Mandarin in het Marvel Cinematic Universe waarin hij werd vertolkt door Tony Leung. Lange tijd werd gedacht dat de Mandarin de antagonist zou worden in de Live-action Iron Man-film uit 2008, maar uiteindelijk werd de antagonist voor de film Obadiah Stane. Wel bevat de film enkele referenties naar de Mandarin in de vorm van een terroristische organisatie die zich de "Ten Rings" (10 ringen) noemt. Later verschenen enkele referenties naar de Ten Rings in de films: Iron Man 2 uit 2010 en Ant-Man uit 2015. Een neppe Mandarin werd gespeeld door Ben Kingsley in de film Iron Man 3 uit 2013. In deze film is de Mandarin geen Aziatisch maar een Brits personage, en hebben zijn ringen geen bovennatuurlijke krachten. Deze neppe Mandarin bleek een acteur genaamd Trevor Slattery te zijn. Het personage Aldrich Killian, gespeeld door Guy Pearce, huurde deze acteur in om de Mandarin en de Ten Rings na te doen en angst te zaaien waarna hij zichzelf te 'ware' Mandarin noemde. Trevor Slattery werd ontvoerd vanuit de gevangenis in de Verenigde Staten naar een gevangenis van de daadwerkelijk echte leider van de Ten Rings genaamd Xu Wenwu. Xu Wenwu is de meest accurate versie van de Mandarin vergeleken met de comics. De Mandarin komt onder andere voor in de volgende films en serie:
- Iron Man 3 (2013)
- Marvel One-Shot All Hail the King (2014)
- Shang-Chi and the Legend of the Ten Rings (2021)
- What If...? (2023) (stem ingesproken door Feodor Chin) (Disney+)

### Televisie
- De Mandarin was de hoofdvijand in de kortlopende animatieserie Iron Man uit 1994. Zijn stem werd hierin gedaan door Ed Gilbert en Robert Ito. In de serie was hij een archeoloog die een oude catacombe ontdekte waarin een buitenaards schip lag. Hier vond hij tien edelstenen met unieke krachten. Helaas werd zijn groep aangevallen door woestijnrovers, die iedereen ombrachten, inclusief Mandarins verloofde. Het enige wat ze achter lieten waren de ringen van Mandarins verloofde. De Mandarin gebruikte deze om de juwelen in te stoppen en bij zich te dragen.
De Mandarin in de serie is meer aangetast door de ringen dan zijn stripversie. Zo gaven ze hem puntige oren, klauwachtige nagels en een groene huid. In het tweede seizoen van de serie waren zijn ringen van hem gestolen en over de wereld verspreid. Aan het eind van de serie vond hij ze terug en bevocht Iron Man nog eenmaal. In de serie hadden de ringen niet elk hun eigen kracht.
- In Iron Man: Armored Adventures is de Mandarin eveneens een van de primarie antagonisten. Hierin geven zijn ringen hem ook een harnas. De tien ringen en de bijbehorende titel van "mandarin" zijn in deze serie in de loop der eeuwen al door meerdere mensen gebruikt, maar de ringen zijn nu verspreid over de wereld en worden bewaakt door verschillende wachters waaronder Fin Fang Foom. Een groot deel van de serie is de Mandarin dan ook bezig deze ringen te verzamelen.

### Film
- De Mandarin is de hoofdvijand in de animatiefilm The Invincible Iron Man uit 2007. Zijn stem werd gedaan door Fred Tatasciore. In de film is de Mandarin niet een hedendaagse man, maar de geest van een oude Chinese keizer.

### Videospellen
- De Mandarin verscheen als een eindbaas in het arcadespel Captain America and the Avengers uit 1991.
- De Mandarin is een van de superschurken uit het videospel Marvel: Ultimate Alliance. Hierin heeft hij zich aangesloten bij Dr. Dooms Masters of Evil, maar werd eruit gegooid nadat hij probeerde de macht te grijpen in de groep.